# انزوا (فیلم ۲۰۰۷)
انزوا (اسپانیایی: La soledad‎) یک فیلم درام اسپانیایی به کارگردانی خائیمه رسالس است که در سال ۲۰۰۷ منتشر و در همان سال برندهٔ جایزه گویا برای بهترین فیلم و جایزهٔ سان جوردی برای بهترین فیلم اسپانیایی و جایزهٔ جایزهٔ حلقه نویسندگان سینمایی اسپانیا برای بهترین کارگردانی شد.

## گزیدهٔ بازیگران
- ماریا باسان
- پترا مارتینس
- سونیا آلمارچا
- خوزه لوئیس توریخو
- خوان مارگایو